# 艾利达尼亚区

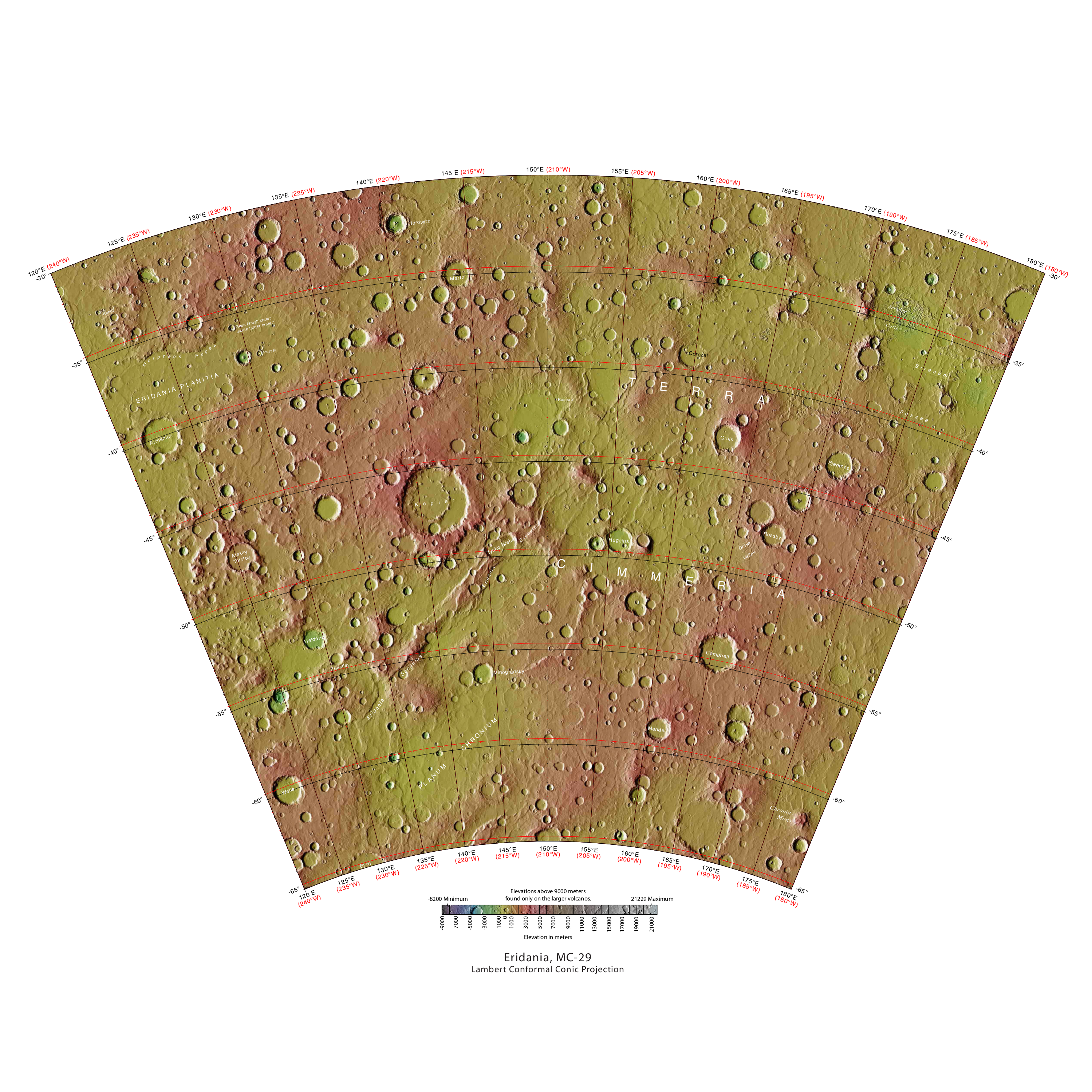
艾利达尼亚区

艾利达尼亚区是美国地质调查局太空地质学研究计划（Astrogeology Research Program）对火星表面划分的30个区域之一，编号为MC-29。
艾利达尼亚区覆盖了火星西经180°至240°、南纬30°至65°的区域。辛梅利亚高地（Terra Cimmeria）的大部分就位于该区。